# Razière
La razière ou rasière est une unité de volume ancienne, une mesure de capacité pour les grains, les pommes ou le charbon utilisée dans différentes provinces françaises de la moitié nord de la France — de la Flandre à la Normandie — et dans les Pays-Bas méridonaux, avec des valeurs différentes. Elle est aussi une mesure agraire.

## Pays-Bas méridionaux et nord de la France
À Cambrai, la rasière vaut 83,13 litres tandis qu'à Lille, elle correspond à 72,2 litres pour le blé et 81,2 litres pour l'avoine. Ainsi, en 1789, une fermière de Linselles, Angélique Delputte, écrit à son son mari qu’elle a « été à Lille avec neuf sacqs de bled » et qu’« il a été vendu 26 et demi [livres] la razière »,. Un muid vaut douze rasières. En Artois, on trouve le mot masculin rasier au XVIe siècle.
La rasière vaut quatre havots. Dans son journal, Alexandre Dubois, un curé de campagne flamand de l'Ancien Régime installé à Rumegies (commune actuelle de Saint-Amand-les-Eaux) de 1686 à 1739, note ainsi, à propos de ce qu'il perçoit des habitants : « Septièmement, on doit à la cure, tels que Jean Du Gaucquier une rasière d’avoine de rente foncière, la veuve Jacques Dubois deux havots et la veuve Jean Lorthioir trois havots. ».
Dans le Nord, la rasière est aussi une mesure agraire, qui correspond à la surface qu'on peut ensemencer avec une rasière de grains, variant de 20,83 ares à 53,20 ares. En 1852, la razière de lin équivaut à 42,22 ares.
La rasière peut également mesurer le sel et le charbon, de terre ou de bois. Aux XVIIe siècle et au XVIIIe siècle, dans les Pays-Bas méridionaux, on mesure la houille importée d'Angleterre en razières de 300 litres.

## Normandie
En Normandie, la rasière peut mesurer les grains, le charbon et les pommes.  
Au XVIe siècle, le sire de Gouberville note dans son journal : « Je fis piller [écraser] six vingtz rasieres de pommes ». À la fin du XXe siècle, dans la Manche, la rasière correspond à 100 kg de pommes.  
Vers 1780, à Beaumesnil, la razière de grains vaut 44,6 litres. La charge d'un cheval est estimée en Normandie au XVIIIe siècle à quatre razières de grains. 